# 佛山东站
佛山东站位于广东省佛山市南海区，是广茂铁路线上的一座四等站，于1903年投入使用。离广州站20公里，距茂名站339公里。
本站原为货运车站，车站以南设有佛山东货场，该货场位于禅城区范围。2016年11月10日起，本站停办货运业务。
因原有广茂铁路广州站至街边站区间将进行改建成为广湛高铁的一部分，该段已于2023年10月11日随江大联络线开通而正式停运。而本站货场的部分位置将会成为广湛高铁文昌隧道的一部分。